# Холланд, Дейв
Дейв Холланд (англ. Dave Holland; род. 1 октября 1946, Вулвергемптон, Англия) — британский джазовый контрабасист и композитор.

## Биография
Дэйв Холланд родился в Вулвергемптоне, Англия, в 1946 году. В детстве он играл на укулеле, гитаре и бас-гитаре, а также брал уроки игры на фортепиано. Под влиянием джазовых музыкантов он начал играть на контрабасе. Холланд был самоучкой, однако в юношеском возрасте решил зарабатывать на жизнь музыкой и играл в нескольких группах.
По совету знакомого басиста Лондонского филармонического оркестра Холланд поступил в Гидхоллскую школу музыки и театра, где обучался различным стилям игры — от бибопа до новоорлеанского джаза. В будущем он сотрудничал со многими музыкантами, с которыми познакомился во время учёбы.
В 1968 году Холланд присоединился к группе Майлза Дэвиса. Он переехал в Нью-Йорк и играл на нескольких альбомах Дэвиса. В 1970 году Холланд стал одним из основателей фри-джазовой группы Circle. В 1975 году основал (совместно с Джоном Аберкромби и Джеком Деджонеттом) ансамбль The Gateway Trio, где играл на протяжении 25 лет. Он сотрудничал с Сэмом Риверсом, а также играл в небольших группах с постоянно меняющимся составом музыкантов.
В 1980—1990-е годы Холланд занимался преподаванием джаза, а также продолжал записываться с такими артистами, как Херби Хэнкок, Джек Деджонетт, Джо Ловано, Гэри Бёртон, Джим Холл. В 2000-е годы на лейбле ECM вышло несколько альбомов Холланда.

## Дискография
Сольные альбомы
- 1971 — Music for Two Basses
- 1972 — Conference of the Birds
- 1976 — Dave Holland, Vol. 1
- 1976 — Dave Holland, Vol. 2
- 1976 — Dave Holland-Sam Rivers
- 1977 — Emerald Tears
- 1982 — Life Cycle
- 1983 — Jumpin' In
- 1984 — Seeds of Time
- 1987 — The Razor’s Edge
- 1988 — Triplicate
- 1989 — Extensions
- 1993 — Ones /All Intuition
- 1995 — Dream of the Elders
- 1998 — Points of View
- 2000 — Prime Directive
- 2001 — Not for Nothing

Сотрудничество с другими исполнителями
- 1971 — Derek Bailey Improvisations for Cello and… (виолончель)
- 1974 — John Abercrombie Works (бас)
- 1975 — John Abercrombie with Dave Gateway (бас, контрабас)
- 1977 — John Abercrombie Gateway 2
- 1977 — Barry Altschul You Can’t Name Your Own Tune (бас)
- 1978 — John Abercrombie ECM Special VIII (бас)
- 1979 — George Adams Sound Suggestions (бас)
- 1985 — Franco Ambrosetti Tentets (бас)
- 1985 — Franco Ambrosetti Gin & Pentatonic (бас)
- 1985 — Kenny Barron Scratch (бас)
- 1986 — Muhal Richard Abrams Colours in Thirty-Third (бас, виолончель)